# Wappen der Vereinigten Arabischen Emirate
Das Wappen der Vereinigten Arabischen Emirate wurde 1973 angenommen und 2008 leicht verändert.

## Beschreibung
Das Wappen zeigt einen goldenen Falken mit weißen Federn, der bis 2008 auf seiner Brust eine rote Scheibe trug, auf der eine Dau auf blau-schwarzen Wellenlinien abgebildet war. Die Scheibe war von einer silbernen, sechzehngliedrigen Kette umgeben.
Seit 2008 enthält die Scheibe die Nationalflagge.
Die Scheibe umgibt nun ein silberner Ring mit sieben fünfzackigen Sternen. In seinen Fängen hält der Falke ein rotes Spruchband, auf dem der Staatsname الإمارات العربية المتحدة / al-Imārāt al-ʿarabīya al-muttaḥida geschrieben steht.
Die Dau steht für die maritime Tradition des Landes und findet sich auch in den Staatswappen Katars und Kuwaits. Der Falke der Quraisch ist ein Symbol des Stammes des Koreischiten, dem der Prophet Mohammed angehörte, und findet sich ebenfalls in vielen Wappen der Arabischen Halbinsel.